# Preston Heights, Illinois
Preston Heights là một nơi ấn định cho điều tra dân số thuộc quận Will, tiểu bang Illinois, Hoa Kỳ. Năm 2010, dân số của nơi ấn định cho điều tra dân số này là 2575 người.

## Dân số
Dân số qua các năm:
- Năm 2000: 2527 người.
- Năm 2010: 2575 người.